# Transação (direito)
A transação é um negócio jurídico pelo qual, no Direito das obrigações, os sujeitos de uma obrigação resolvem extingui-la mediante concessões recíprocas, para prevenir ou pôr fim ao pleito.
O sentido de transação é, no Direito, o de "transigir", que significa condescender, ou seja, uma das partes terá que abrir mão de uma parcela de seus direitos para que seja válida a transação e se evite a demanda judicial. O credor, por exemplo, opta por receber do devedor uma quantia menor do que a obrigada para evitar a morosidade da demanda e o conseqüente inadimplemento do devedor por período indeterminado, sabendo que este poderá nunca pagar a dívida. Nesse caso, opta o credor, sabiamente, pelo certo ao duvidoso.
A transação pode ser extrajudicial, quando ocorre antes da instauração de um litígio entre as partes, ou judicial, se houve o instauramento. Feita a transação são produzidos efeitos de coisa julgada para os transatores.

## Elementos
São necessários quatro elementos para dar caráter de validade a uma transação:
1. Acordo bilateral entre as partes legitimadas, ou seja, convergência de vontades;
2. Controvérsia com respeito à relação jurídica, isto é, as dúvidas que as partes têm a respeito da obrigação;
3. Ânimo de extinguir as dúvidas, para evitar ou terminar a demanda;
4. Concessões mútuas entre as partes.